# Hissène Habré
Hissène Habré (in arabo حسين حبري‎?; Faya Largeau, 13 agosto 1942 – Dakar, 24 agosto 2021) è stato un politico e dittatore ciadiano, Presidente del Ciad dal 1982 al 1990.

## Esordio
Habré nacque nel 1942 in Ciad, da genitori di etnia tubu (o gorane), del clan Anakaza. Studiò a Parigi laureandosi in scienze politiche e tornò in patria nel 1971 unendosi ai ribelli del FROLINAT.
Fonda il CCFAN (Consiglio di Comando delle Forze Armate del Nord), divenuto poi FAN (Forze Armate del Nord) e, dopo la presa di potere, trasforma queste ultime in Forze Armate Nazionali del Ciad (FANT), oggi scomparse sotto questo nome.

## La guerra contro la Libia
Da capo delle FAN , Hissène Habré rovescia Goukouni Oueddei il 7 giugno 1982 occupando la carica di Presidente della Repubblica. Il ruolo di primo ministro è soppresso e molti oppositori politici vengono giustiziati. Habré trasforma le FAN in armata regolare (FANT), poi crea una polizia politica, la Direzione di documentazione e sicurezza (DDS). Per la ferocia del suo governo, Habré venne soprannominato il Pinochet africano; si stimano che oltre 40.000 persone siano state uccise per motivi politici e almeno 200.000 siano state torturate in modo brutale.
Il GUNT, il governo di transizione estromesso dal potere dalle forze di Habré, ripara nel Ciad settentrionale, dove ottiene l'appoggio della Libia che dal 1973 si è annessa la striscia di Aozou. Nel 1983 il conflitto si inasprisce, e le forze libiche occupano il Ciad settentrionale fino al 1987. Nel marzo di quell'anno, la controffensiva delle forze di Habré ottiene la riconquista del nord con il sostegno dell'esercito francese (Operazione Manta). Durante il conflitto, gli Stati Uniti avrebbero utilizzato una base clandestina ciadiana per addestrare i soldati libici prigionieri e organizzarli in una forza armata contro Gheddafi. Avrebbero anche fornito supporto militare e organizzativo alla DDS.
L'aiuto franco-statunitense è decisivo. L'occupazione libica termina nel marzo 1987 e il cessate il fuoco che sancisce la vittoria di Habré è firmato nel settembre seguente. Le relazioni diplomatiche vengono ristabilite nell'ottobre 1988.
Ma il 1º dicembre 1990 il regime di Habré è a sua volta rovesciato da Idriss Déby. L'ex presidente ripara in Senegal.

## Problemi giudiziari
Hissène Habré è sospettato di essere responsabile della morte di migliaia di persone, anche se il numero esatto è sconosciuto.
Nel novembre 1990, poco prima del rovesciamento del suo regime, 300 detenuti politici sono stati sommariamente giustiziati.
Nel gennaio 1992, dopo il rovesciamento di Habré, diverse fosse comuni sono state scoperte a 25 km dalla capitale: le tombe contenevano gli scheletri di 150 detenuti giustiziati dalla famigerata polizia politica. La relazione della commissione d'inchiesta riconosce circa 80.000 orfani prodotti dal terrore del regime di Habré.
Alcuni procedimenti giudiziari sono stati intentati contro di lui in Belgio in applicazione della legge di giurisdizione universale che, sebbene abrogata nel 2003, si applicava in questo caso preciso (alcuni denuncianti avevano nel frattempo acquisito la nazionalità belga). Un mandato d'arresto internazionale, insieme ad una richiesta d'arresto immediato, fu emesso dai giudici belgi il 19 settembre 2005 e trasmesso alle autorità senegalesi. Dopo il suo arresto il 15 novembre ed una sorveglianza a vista di qualche giorno, Hissène Habré fu però rilasciato, perché la giustizia senegalese si era dichiarata alla fine incompetente. 
Perciò il caso fu portato dinanzi all'Unione africana.
Nel luglio del 2006, il Senegal ha ricevuto un mandato dall'Unione Africana per processare Hissène Habré per crimini contro l'umanità, crimini di guerra e tortura. Stimolato dalla comunità internazionale, da importanti ritrovamenti negli archivi della polizia politica e da una pronuncia della Corte internazionale di giustizia, il Senegal ha quindi iniziato una serie di riforme in ambito legislativo ed ha adottato un emendamento alla costituzione per poter giudicare l'anziano dittatore del Ciad. Le autorità senegalesi ripresero i procedimenti giudiziari dopo che la comunità internazionale e l'Unione Africana si fecero carico dei fondi destinati al processo, stimati in 27,4 milioni di euro, incardinando un tribunale internazionale.
Il 30 maggio 2016 il tribunale (a composizione mista internazionale e senegalese) ha condannato Habré all'ergastolo.

## Decesso
Hissène Habré, che per due mesi nel 2020 aveva cessato lo stato di detenzione per la vulnerabilità del suo stato di salute (in rapporto all'utilizzo del suo carcere come luogo di quarantena dei detenuti), era rientrato in carcere nell'estate di quell'anno; è morto il 24 agosto 2021, all'età di 79 anni, a causa del COVID-19.